# Patintero
Patintero, noto anche come harangang-taga o tubigan, (lett. "fuga dall'inferno" o "blocca il corridore") è un tradizionale gioco per bambini filippino. Insieme a tumbang preso, era uno dei giochi all'aperto più popolari giocati dai bambini nelle Filippine.

## Etimologia
Patintero deriva dalla parola spagnola tinte ("tinta" o "inchiostro") in riferimento alle linee disegnate. Un altro nome è tubigan, tubiganay, o tubig-tubig ("[gioco] acqua"), a causa del fatto che le linee della griglia sono anche comunemente tracciate bagnando il terreno con acqua. È anche conosciuto come harangang-taga o harang-taga (letteralmente "blocca e prendi"), riferendosi alle meccaniche del gioco.
Altri nomi per il gioco sono rappresentati da lumplumpas (igorot), sabatan (kapampangan), sinibon o serbab (Ilocano) e tadlas (per quattro giocatori) o birus-birus (per sei giocatori) nelle Visayas orientali.

## Descrizione

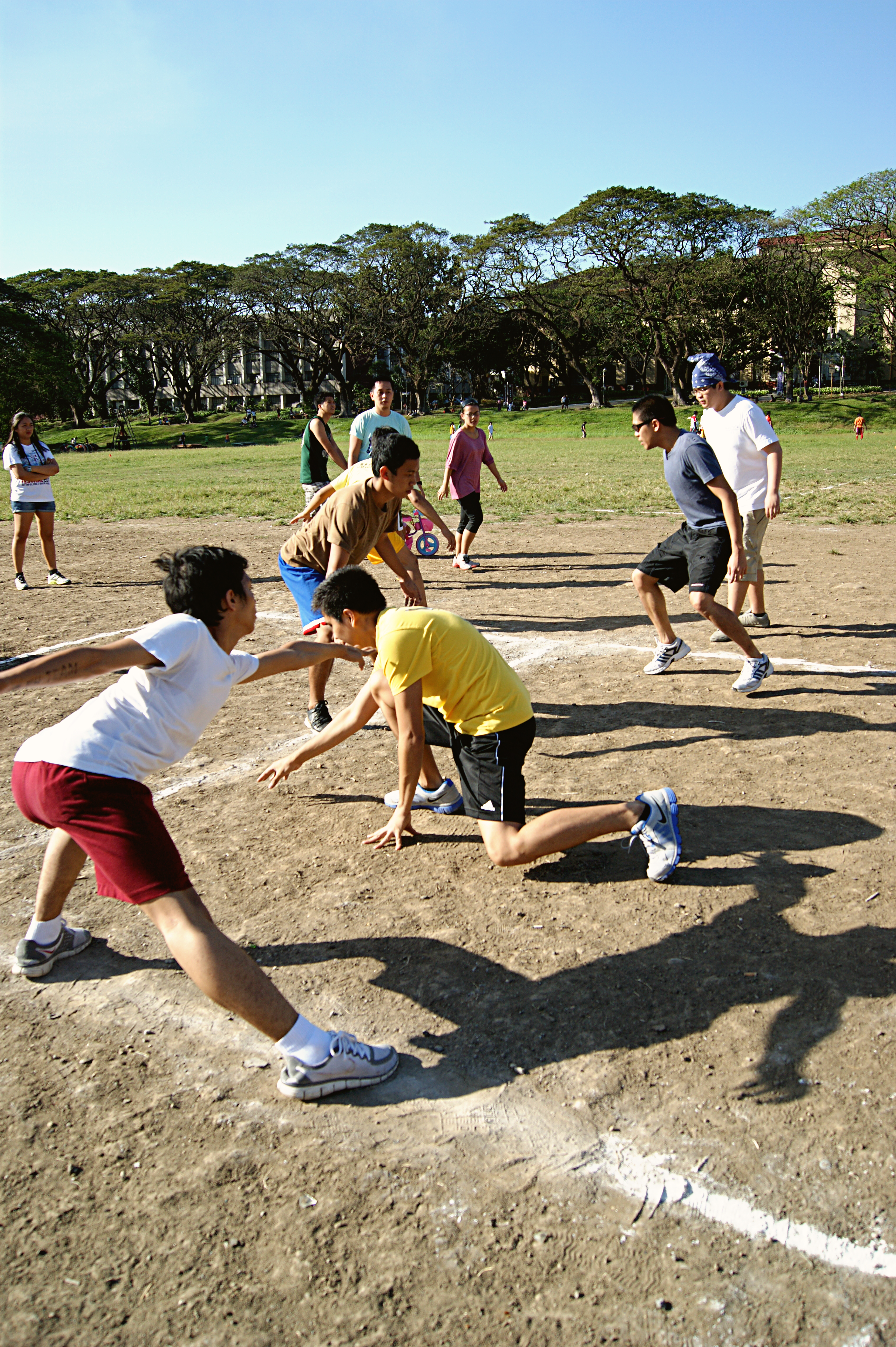
Un tagger può taggare solo quando i suoi piedi toccano la linea

Patintero si gioca su una griglia rettangolare disegnata sul terreno. Il rettangolo è solitamente tra i 5 e i 6 metri di lunghezza e i 4 metri di larghezza. È suddiviso in quattro o sei parti uguali tracciando una linea longitudinale centrale e poi una o due linee trasversali. La dimensione del rettangolo e il numero di suddivisioni possono essere regolati in base al numero di giocatori. I singoli quadrati nella griglia devono essere abbastanza grandi da consentire a qualcuno di stare al centro, fuori dalla portata di qualcuno in piedi sulle linee.
Sono necessarie due squadre, ciascuna dai due ai sei giocatori. Una squadra agisce come tagger ("acchiappatore"), l'altra come corridori. Ciò di solito è deciso tramite un gioco di sasso-carta-forbici (jak-en-poy) o dal lancio di una moneta.
Lo scopo del gioco è attraversare il rettangolo avanti e indietro senza essere taggati (acchiappati). Di solito viene assegnato un tagger per riga trasversale. I marcatori possono muoversi solo lungo le rispettive linee, ad eccezione del marcatore sulla prima linea che è considerato il caposquadra (patotot). A differenza degli altri tagger, il patotot può muoversi anche lungo la linea longitudinale centrale. I taggatori possono bloccare i corridori in qualsiasi momento, compresi quelli che li hanno già superati, ma entrambi i loro piedi devono essere sempre sulle linee. Acchiappare un corridore quando nessuno dei due piedi o solo un piede sta toccando la linea non viene conteggiato.
I corridori possono attraversare in qualsiasi momento e verso qualsiasi casella adiacente, tuttavia, possono uscire dal rettangolo di gioco solo alle due estremità del rettangolo. Una volta che un corridore è stato taggato, è eliminato e attende la partita successiva. Le squadre ottengono punti quando completano isang gabi ("una notte"), un circuito completo del rettangolo di gioco, da un'estremità all'altra e viceversa. Una volta che tutti i corridori sono stati taggati, le squadre invertono i ruoli, con i tagger che diventano i corridori e viceversa.
In alcune versioni del gioco, la partita termina se viene taggato anche un solo corridore. In altre, questo vale solo se il patotot della squadra è taggato. Nelle versioni moderne, a volte c'è anche un limite di tempo per quanto tempo i corridori possono tentare di segnare punti. La partita termina allo scadere del tempo, indipendentemente dal fatto che non siano stati segnati punti.